# Sismo de Samatra de 2009
O sismo de Sumatra de 2009 foi um sismo com violentas réplicas, de magnitude 7,6 que afetou Samatra (ou Sumatra) às 17h 16mim 10s, hora local, em 30 de setembro de 2009 e teve uma magnitude de momento de 7,6. O epicentro localizou-se 45 km a oeste-noroeste de Padang, na ilha de Samatra, e 220 km a sudoeste de Pekanbaru, também em Samatra. A estimativa do número de mortos varia de 770 a 1 100. Milhares de pessoas ficaram presas entre os escombros. Só em Samatra Ocidental e Jambi estão confirmados 716 mortos.